# 中國非物質文化遺產博覽會
中國非物質文化遺產博覽會（簡稱非遺博覽會），是由中國文化部和山东省人民政府主辦的一個大規模以展示及推廣中國非物質文化遺產的展覽會，展出項目涵蓋各省各地的織繡印染、製茶釀造、民間藝術、陶瓷、編織、印刷、刻繪、家具、文房、中藥、雕刻等傳統工藝。自2010年第一屆起，每兩年一屆，均在山東濟南市舉行。

## 歷屆概況

### 第一屆（2010年）
首屆中國非物質文化遺產博覽會以「保護傳承、合理利用」為主題，採取實物展示、圖片展覽、多媒體演示、代表性傳承人現場表演、製作等形式，展示來自全國31個省（直轄市、自治區）、新疆建設兵團和山東省內17市的參展項目622項傳統美術、傳統技藝、傳統醫藥等非遺項目。共吸引65萬餘人次參觀。
舉辦日期：10月15日至18日
展覽場地：濟南舜耕國際會展中心
閉幕晚會地點：山東劇院
主辦：中國文化部、山東省政府
承辦：文化部非物質文化遺產司、中國非物質文化遺產保護中心、濟南市人民政府、山東省文化廳

### 第二屆（2012年）
第二屆非遺博覽會以「促進非遺保護、共建精神家園」為主題，設置了三個展示主題：
- 「運河文化」主題區集中展示沿運河17個城市的特色非物質文化遺產和運河歷史
- 「山東非物質文化遺產項目」主題區邀請了全省17市的280餘個精品非遺項目參會
- 「港澳台非物質文化遺產項目」主題區展示的是來自台灣、香港、澳門的剪紙、陶藝、玉器等手工技藝

是屆參會項目達767個，包括湘東儺面具、侗族大歌舞、蒙古族馬頭琴、陝西社火臉譜、揚州玉雕、惠山泥人、赫哲族魚皮衣、滄州舞獅子、唐卡等。
舉辦日期：9月6日至11日
地點：台兒莊古城
主辦：中國文化部、山東省政府

### 第三屆（2014年）
是屆中國非物質文化遺產博覽會以「非遺：我們的生活方式」為主題，展示來自全國31個省區市和港澳台以及部分國家的參展項目近700個，共吸引80餘萬人次參觀。為表揚傳承人在非遺保護傳承方面做出的貢獻，大會評選出曹氏風箏等28個項目「優秀創意衍生品、非遺保護創新成果展示獎」，以及47個單位「優秀組織獎」，560名傳承人「優秀傳承人展示獎」。
舉辦日期：10月10日至13日
展覽場地：濟南舜耕國際會展中心
主辦：中國文化部、山東省政府
承辦：中國非物質文化遺產保護中心、濟南市人民政府、山東省文化廳

### 第四屆（2016年）
是屆中國非物質文化遺產博覽會以「非遺走進現代生活」為主題，展示來自全國31個省區市、57所高校以及尼泊爾、泰國、日本、新加坡、台灣、香港等國家和地區的優秀非遺項目共800餘項，共吸引48萬人次參觀。
展品分四大範疇展示：
- 傳統技藝類：瓷器燒陶、手工藝品、民間樂器、家紡布藝、手工家具、文房四寶、香薰香料、珠寶首飾、編織漆藝、燒製技藝
- 傳統美術類：版畫、雕刻、剪紙、手繪、塑藝、刺繡、繪畫
- 傳統醫藥類：滋補養生、內服外用、健康保健
- 傳統美食類：地方特產、休閒食品、特色速食、調味茗茶、釀酒技藝

舉辦日期：9月21日至25日
展覽場地：濟南國際會展中心
主辦：中國文化部、山東省政府
承辦：文化部非物質文化遺產司、山東省文化廳、濟南市人民政府、中國非物質文化遺產保護中心、文化部民族民間文藝發展中心
執行承辦單位：山東新丞華展覽有限公司

### 第五屆（2018年）
是屆中國非物質文化遺產博覽會以「活態傳承、活力再現」為主題，以多元形式展現主題，包括展演、展覽、比賽、體驗和論壇。其中展覽分九大主題：
- 織繡印染
- 陶冶燒造
- 編織紮製
- 製茶釀造
- 印刷刻繪
- 家具文房
- 中藥炮製
- 雕刻塑造
- 山東主題

舉辦日期：9月13日至17日
展覽場地：濟南舜耕國際會展中心
主辦：中國文化部、山東省政府
承辦：濟南市人民政府、山東省文化廳
執行承辦單位：濟南市文化廣電新聞出版局

## 外部連結
中國非物質文化遺產博覽會（页面存档备份，存于）官方網站